# Mozart: 28. szimfónia
C-dúrban íródott Wolfgang Amadeus Mozart No. 28-as szimfóniája, K 200 (173e)
Négytételes, a következő tételmegjelölésekkel:
1. Allegro spiritoso
2. Andante
3. Menuetto. Allegretto
4. Presto

Az 1773-ban, Salzburgban írt C-dúr szimfónia nagyobb szabású, nagyobb igényű, mint Mozart ekkortájt alkotott többi szimfóniája. Az olaszos nyitány-típusú háromtételes műfajt menüettel bővíti négytételessé, és minden tételt jelentős kódával fejez be (ez Michael Haydn hatására mutat). De nemcsak terjedelemben, hanem mondanivalóban is jelentősebb ez a mű a megelőzőknél. Témáit Mozart úgy alkotja meg, hogy méltók legyenek a jelentőségben megnövekedett műfajhoz, és a zárótétel számára is a szonátaformát választja, a lazább szövésű rondó helyett. Ily módon a szimfónia két saroktétele valóságos pillértétellé válik, egyenlő fontossággal, hasonló formai koncepcióval. A C-dúr hangnem már ebben a korai szimfóniában is a nagyszabású forma, jelentős mondanivaló, erő és fenség adekvát megnyilatkozását jelenti Mozart számára. A második tétel hangulatos német népdalintonációja mögött a nagy mozarti lassú zenék költészete sejthető meg. A zárótétel humoros, ingerkedő trillatémája a vígoperák kicsattanó fináléit idézi.